# Nghề siêu khó
Nghề siêu khó (tiếng Hàn: 극한직업, Geukan Jigeop, tựa tiếng Anh: Extreme Job) là một bộ phim hài hành động của Hàn Quốc năm 2019 do Lee Byeong-heon đạo diễn, với sự tham gia của Ryu Seung-ryong, Lee Ha-nee, Jin Seon-kyu, Lee Dong-hwi và Gong Myung. Bộ phim được phát hành vào ngày 23 tháng 1 năm 2019.
Bộ phim đã trở thành một thành công lớn về mặt doanh thu phòng vé tại Hàn Quốc, thu về 91.5 tỷ ₩ (81,6 triệu đô la Mỹ) với kinh phí sản xuất chỉ là 6.5 tỷ ₩ (5,8 triệu đô la Mỹ) và vượt qua 10 triệu lượt bán vé chỉ sau 15 ngày.
Tính đến tháng 6 năm 2022, Nghề siêu khó là bộ phim có doanh thu cao nhất và là bộ phim được xem nhiều thứ hai trong lịch sử điện ảnh Hàn Quốc.

## Tóm tắt nội dung
Sau khi thất bại trong nhiệm vụ mới nhất, một nhóm thanh tra ma túy trẻ do đội trưởng Go chỉ huy được trao cơ hội cuối cùng để cứu vãn sự nghiệp của mình. Họ nên tiến hành giám sát bí mật một băng đảng ma túy quốc tế. Địa điểm theo dõi của họ là một nhà hàng chuyên bán các món gà. Mọi việc có vẻ ổn thỏa, nhưng Go được thông báo rằng nhà hàng sẽ sớm đóng cửa. Go và đồng nghiệp quyết định mua lại nhà hàng, vẫn có kế hoạch sử dụng nó cho hoạt động bí mật của họ. Tuy nhiên, một loại nước ướp sườn mà họ phải ứng biến để tạo nên một công thức nấu gà rán đã trở thành một hit ngay lập tức, và nhà hàng gà rán của họ trở nên nổi tiếng với các món đặc sản của mình.

## Phân vai

### Diễn viên chính

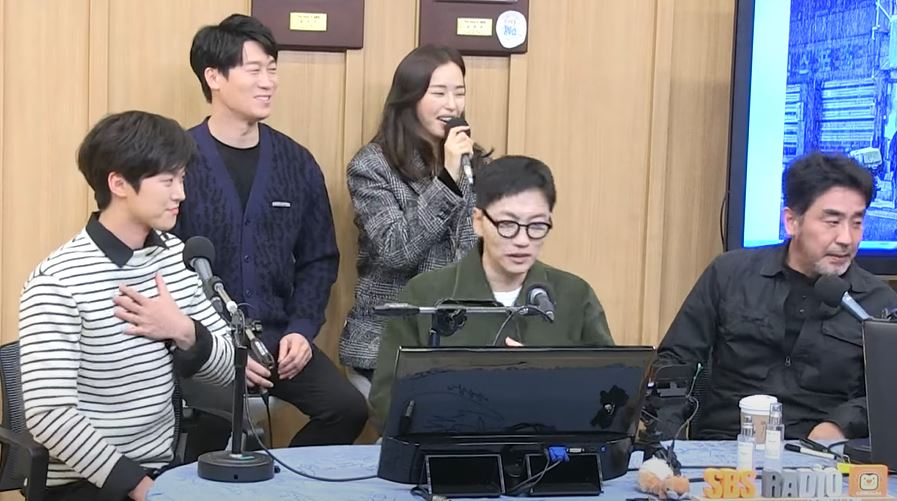
Dàn diễn viên của bộ phim tại SBS Radio

- Ryu Seung-ryong [11] [12] trong vai Đội trưởng Go

Một cảnh sát quyết đoán nhưng làm việc kém hiệu quả. Ông là một người  năng và đầu tư số tiền hưu trí của mình vào việc kinh doanh gà rán. Được đặt biệt danh là Zombie vì đã sống sót sau 12 nhát đâm.
- Lee Ha-nee [11] trong vai thám tử Jang

Người giải quyết vấn đề không phải lúc nào cũng hiệu quả của nhóm. Có biệt danh là Jang-Bak (từ Ong Bak) vì trước đây cô từng là nhà vô địch kickboxing (Muay Thái). Cô ấy có mối quan hệ vừa yêu vừa ghét với bạn đồng nghiệp là thám tử Ma.
- Jin Seon-kyu [11] trong vai thám tử Ma

Một cảnh sát không đáng tin cậy về mặt tài chính và có xu hướng cờ bạc. Nhân vật chủ chốt đằng sau thành công của nhà hàng gà rán. Anh sử dụng công thức nước sốt ướp sườn của bố mẹ mình để dùng trong món gà rán, ngẫu nhiên tạo ra được một hương vị đặc biệt. Anh là một kẻ thích phô trương và là một cảnh sát quá tự tin. Từng là thành viên của đội judo Hàn Quốc, Ma có mối quan hệ nhập nhằng với cô bạn chung nhóm, thám tử Jang.
- Lee Dong-hwi [11] trong vai thám tử Young-ho

Người kiên định với mục tiêu nhất và là thành viên nghiêm túc nhất của đội. Có lời đồn rằng anh là một cựu quân nhân, là thành viên của đội đặc nhiệm UD  đã từng nhiều lần giết người.
- Gong Myung [11] [13] trong vai thám tử Jae-hoon

Thành viên trẻ nhất, nhiệt tình nhất và là người tạo động lực cho cả đội. Anh là người cực kỳ cả tin và trẻ con. Anh có khả năng phục hồi phi thường sau những chấn thương khi còn là một ngôi sao bóng chày ở trường trung học và đã chịu đựng những lời chỉ trích trong nhiều năm.

### Diễn viên phụ
- Shin Ha-kyun [14] [15] vai Lee Moo-bae
- Oh Jung-se [14] [15] vai Ted Chang
- Han Joon-woo trong vai thám tử
- Kim Eui-sung trong vai cảnh sát trưởng
- Song Young-kyu trong vai đội trưởng đội thám tử Choi
- Heo Joon-suk trong vai Tổng giám đốc Jung
- Kim Ji-young trong vai vợ của đội trưởng Go
- Kim Jong-soo trong vai chủ nhà hàng gà rán
- Lee Joong-ok trong vai Hwan-dong
- Jung Jae-kwang trong vai cảnh sát mặc đồng phục của cảng Gungpyeong
- Yang Hyun-min vai Hong Sang-pil
- Shin Shin-ae dì ở tầng 3 (xuất hiện đặc biệt)

## Doanh thu phòng vé
Chỉ sau 2 ngày phát hành, bộ phim đã đạt vị trí dẫn đầu phòng vé khi bán được 720.000 vé. 
Ngày 25 tháng 1 năm 2019, chỉ ba ngày sau khi phát hành, Nghề siêu khó đã vượt qua 1 triệu lượt xem. Bộ phim đã lập kỷ lục vượt mốc 1 triệu lượt xem trong thời gian ngắn nhất đối với một bộ phim hài ra mắt vào tháng 1 tại Hàn Quốc. Nó cũng ngang bằng với bộ phim Xin lỗi anh chỉ là sát thủ năm 2016 là bộ phim hài đạt 1 triệu lượt xem nhanh nhất. 
Ngay sau đó, vào ngày 26 tháng 1 năm 2019, bộ phim đã đạt tổng cộng 2 triệu lượt xem và phá vỡ kỷ lục phim hài đạt mốc 2 triệu lượt xem nhanh nhất chỉ sau 4 ngày. Những kỷ lục trước đó là Điều kì diệu ở phòng giam số 7 và Miss Granny đã phải mất 6 ngày để đạt được mốc đó.
Bộ phim tiếp tục trở thành một cú hit phòng vé khi đạt mốc 3,1 triệu lượt xem chỉ trong 5 ngày, với tốc độ nhanh hơn so với những bộ phim trước đó đạt 10 triệu lượt xem như Chạy đâu cho thoát và Đội quân siêu trộm phải mất đến 6 ngày để đạt được mốc 3 triệu lượt xem.  Bộ phim cũng phá vỡ kỷ lục doanh thu bán vé hằng ngày trong tháng 1 trước đó do Thử thách thần chết: Giữa hai thế giới nắm giữ với 916.652 lượt xem vào ngày 1 tháng 1 năm 2018. 
Bộ phim cũng được ghi nhận liên tiếp đứng đầu phòng vé địa phương trong 9 ngày kể từ khi phát hành vào ngày 23 tháng 1, vượt qua mốc 5 triệu lượt xem vào ngày 1 tháng 2, vượt xa điểm hòa vốn là 2,3 triệu vé. 
Hai tuần sau khi phát hành lần đầu vào ngày 6 tháng 2, bộ phim cuối cùng đã đạt tổng cộng 10 triệu lượt xem trong nước, trở thành bộ phim thứ 23 vượt qua mốc 10 triệu lượt xem. Nó cũng trở thành bộ phim hài thứ hai trong vòng 6 năm đạt 10 triệu lượt xem sau Điều kì diệu ở phòng giam số 7.  
Vào ngày 10 tháng 2, chỉ trong vòng 19 ngày, Nghề siêu khó đã trở thành bộ phim hài Hàn Quốc có doanh thu cao nhất mọi thời đại khi đạt tới 12.835.396 lượt khán giả, lập kỷ lục mới. Kỉ lục trước đó được nắm giữ bởi Điều kì diệu ở phòng giam số 7, thu hút tổng cộng 12.811.206 lượt người xem trong suốt thời gian công chiếu. 
Theo số liệu thống kê do Hội đồng Điện ảnh Hàn Quốc công bố vào ngày 18 tháng 2, Nghề siêu khó đã lập kỷ lục mới là bộ phim được xem nhiều thứ hai tại Hàn Quốc mọi thời đại, với 14.536.378 lượt xem. Hiện tại, phim đứng thứ hai sau Đại thủy chiến vẫn đang thống trị với tổng cộng 17,61 triệu lượt khán giả. Nó cũng đã trở thành bộ phim có doanh thu cao nhất mọi thời đại ở Hàn Quốc (chưa điều chỉnh).  
Người ta dự kiến phim sẽ thu về khoảng 100–120 triệu đô la vào cuối thời gian công chiếu tại rạp. 

## Giải thưởng và đề cử
| Year | Awards                                                       | Category                                    | Recipient       | Result    | Ref.          |
| ---- | ------------------------------------------------------------ | ------------------------------------------- | --------------- | --------- | ------------- |
| 2019 | 55th Baeksang Arts Awards                                    | Best Actor                                  | Ryu Seung-ryong | Đề cử     | [ 27 ]        |
| 2019 | 55th Baeksang Arts Awards                                    | Best Supporting Actor                       | Jin Seon-kyu    | Đề cử     | [ 27 ]        |
| 2019 | 55th Baeksang Arts Awards                                    | Best Supporting Actress                     | Lee Hanee       | Đề cử     | [ 27 ]        |
| 2019 | 55th Baeksang Arts Awards                                    | Best New Actor                              | Gong Myung      | Đề cử     | [ 27 ]        |
| 2019 | 55th Baeksang Arts Awards                                    | Best Screenplay                             | Bae Se-young    | Đề cử     | [ 27 ]        |
| 2019 | 21st Udine Far East Film Festival                            | Audience Award                              | Lee Byeong-heon | Đoạt giải |               |
| 2019 | 24th Chunsa Film Art Awards                                  | Director Award                              | Lee Byeong-heon | Đề cử     | [ 28 ]        |
| 2019 | 24th Chunsa Film Art Awards                                  | Best Screenplay                             | Moon Chung-il   | Đề cử     | [ 28 ]        |
| 2019 | 24th Chunsa Film Art Awards                                  | Best Actor Award                            | Ryu Seung-ryong | Đề cử     | [ 28 ]        |
| 2019 | 24th Chunsa Film Art Awards                                  | Best Supporting Actor                       | Jin Seon-gyu    | Đề cử     | [ 28 ]        |
| 2019 | 24th Chunsa Film Art Awards                                  | Rookie of the Year Award                    | Gong Myung      | Đoạt giải | [ 29 ]        |
| 2019 | 24th Chunsa Film Art Awards                                  | Audience Choice Award for Most Popular Film | Extreme Job     | Đoạt giải | [ 29 ]        |
| 2019 | Golden Cinematography Award                                  | Achievement Award                           | Kim Seong-hwan  | Đoạt giải | [ 30 ]        |
| 2019 | Chungbuk International Martial Arts and Action Film Festival | Box Office of the Year                      | Kim Mi-hye      | Đoạt giải | [ 31 ]        |
| 2019 | Chungbuk International Martial Arts and Action Film Festival | Rookie Actor of the Year Award              | Jang Jin-hee    | Đoạt giải | [ 31 ]        |
| 2019 | 28th Buil Film Awards                                        | Best Director Award                         | Lee Byeong-heon | Đề cử     | [ 32 ]        |
| 2019 | 28th Buil Film Awards                                        | Best Supporting Actor                       | Jin Seon-kyu    | Đề cử     | [ 33 ]        |
| 2019 | 28th Buil Film Awards                                        | Best New Actor                              | Gong Myung      | Đề cử     | [ 34 ]        |
| 2019 | 28th Buil Film Awards                                        | Best Screenplay                             | Moon Chung-il   | Đề cử     | [ 35 ]        |
| 2019 | 39th Korean Association of Film Critics Awards               | Best Supporting Actor                       | Jin Seon-kyu    | Đoạt giải | [ 36 ]        |
| 2019 | 39th Korean Association of Film Critics Awards               | Youngpyeong Award                           | Extreme Job     | Đoạt giải | [ 36 ]        |
| 2019 | 40th Blue Dragon Film Awards                                 | Best Film                                   | Extreme Job     | Đề cử     | [ 37 ]        |
| 2019 | 40th Blue Dragon Film Awards                                 | Best Director                               | Lee Byeong-heon | Đề cử     | [ 37 ]        |
| 2019 | 40th Blue Dragon Film Awards                                 | Best Leading Actor                          | Ryu Seung-ryong | Đề cử     | [ 37 ]        |
| 2019 | 40th Blue Dragon Film Awards                                 | Best Supporting Actor                       | Jin Seon-kyu    | Đề cử     | [ 37 ]        |
| 2019 | 40th Blue Dragon Film Awards                                 | Best Supporting Actress                     | Lee Hanee       | Đề cử     | [ 37 ]        |
| 2019 | 40th Blue Dragon Film Awards                                 | Best New Actor                              | Gong Myung      | Đề cử     | [ 37 ]        |
| 2019 | 40th Blue Dragon Film Awards                                 | Best Screenplay                             | Bae Se-young    | Đề cử     | [ 37 ]        |
| 2019 | 40th Blue Dragon Film Awards                                 | Best Editing                                | Nam Na-yeong    | Đề cử     | [ 37 ]        |
| 2019 | 40th Blue Dragon Film Awards                                 | Popular Star Award                          | Lee Hanee       | Đoạt giải | [ 38 ]        |
| 2019 | 40th Blue Dragon Film Awards                                 | Audience Choice Award for Most Popular Film | Extreme Job     | Đoạt giải | [ 39 ]        |
| 2019 | 8th Korea Best Star Award                                    | Best Director                               | Lee Byeong-heon | Đoạt giải | [ 40 ]        |
| 2019 | 8th Korea Best Star Award                                    | Best Actor                                  | Ryu Seung-ryong | Đoạt giải | [ 40 ]        |
| 2019 | 8th Korea Best Star Award                                    | Best New Actor                              | Gong Myung      | Đoạt giải | [ 40 ]        |
| 2019 | 19th Director's Cut Awards                                   | Male Actor of the Year                      | Ryu Seung-ryong | Đề cử     | [ 41 ]        |
| 2019 | 19th Director's Cut Awards                                   | Screenplay of the Year                      | Moon Chung-il   | Đề cử     | [ 41 ]        |
| 2019 | 19th Director's Cut Awards                                   | Director of the Year                        | Lee Byeong-heon | Đề cử     | [ 41 ]        |
| 2019 | 6th Korean Film Writers Association Award                    | Best Editing                                | Nam Na-yeong    | Đoạt giải | [ 42 ]        |
| 2020 | 56th Grand Bell Awards                                       | Best Film                                   | Extreme Job     | Đề cử     | [ 43 ] [ 44 ] |
| 2020 | 56th Grand Bell Awards                                       | Best Director                               | Lee Byeong-heon | Đề cử     | [ 43 ] [ 44 ] |
| 2020 | 56th Grand Bell Awards                                       | Best Supporting Actor                       | Jin Seon-kyu    | Đoạt giải | [ 43 ] [ 44 ] |
| 2020 | 56th Grand Bell Awards                                       | Best Supporting Actress                     | Lee Hanee       | Đề cử     | [ 43 ] [ 44 ] |
| 2020 | 56th Grand Bell Awards                                       | Best New Actor                              | Gong Myung      | Đề cử     | [ 43 ] [ 44 ] |
| 2020 | 56th Grand Bell Awards                                       | Best Screenplay                             | Bae Se-young    | Đề cử     | [ 43 ] [ 44 ] |
| 2020 | 56th Grand Bell Awards                                       | Best Film Editing                           | Nam Na-yeong    | Đề cử     | [ 43 ] [ 44 ] |
| 2020 | 56th Grand Bell Awards                                       | Best Planning                               | Lee Jong-suk    | Đoạt giải | [ 43 ] [ 44 ] |

## Phiên bản làm lại
Nghề siêu khó và bộ phim Long hà hình cảnh (龍蝦刑警, Lobster Cop, phát hành vào tháng 6 năm 2018) của Trung Quốc được phát triển trong cùng một dự án có tên là 'dự án hợp tác phát triển câu chuyện Hàn Quốc-Trung Quốc', là sự hợp tác giữa các công ty Trung Quốc và Hàn Quốc, với cùng một kịch bản được bản địa hóa khác nhau ở các quốc gia tương ứng của họ.
Vào tháng 4 năm 2019, có thông tin cho rằng một bản làm lại của Hollywood đang được thực hiện, với sự tham gia của Kevin Hart.
Vào tháng 4 năm 2022, một phiên bản Việt Nam với tựa đề Nghề siêu dễ được phát hành sau những chậm trễ do chịu tác động của dịch Covid-19.